# ماريانو رودي
ماريانو رودي (بالإيطالية: Mariano Rudi)‏ (2 يونيو 1990 بجنوة في إيطاليا - ) هو لاعب كرة قدم إيطالي في مركز الوسط. لعب مع نادي برو باتاريا ونادي بيزا ونادي ليكو وUS Sestri Levante 1919 ‏ ونادي سافونا ‏.

## وصلات خارجية
- ماريانو رودي على موقع قاعدة بيانات كرة القدم.إي يو (الإنجليزية)